# 因斯廷西翁
因斯廷西翁，是西班牙安达卢西亚自治区阿尔梅里亚省的一个市镇。 总面积34km2, 总人口541人（2001年），人口密度16人/km2。